# 重庆打黑除恶专项行动
重庆打黑除恶专项行动（或简称重庆打黑），是中华人民共和国重庆市於2009年7月10日起所展開的一系列以针对当地黑幫勢力为名，由薄熙來及王立軍所主導的行动。
薄熙來時任中共第十七届中央政治局委员兼重庆市委书记，在他支持下进行的行动先后逮捕1,544名涉黑嫌疑人，多名涉嫌腐败的警方人员、中共及政府官员落网，包括重庆市原司法局局长文强。《时代杂志》将此次行动形容为“中国的21世纪大审判”（China's trial of the 21st century），此外還有数百警察涉案。

## 背景
重庆一直是黑帮活动的一个中心，其历史可以追溯到国共内战之前。当1949年中国共产党执政后，严厉打击有组织犯罪，一时黑帮活动几乎绝迹。在邓小平的改革开放政策开始之后，黑帮势力重新活跃起来，并且同共产党内部人员出现勾结。在重庆市主城区及周边区县黑恶势力长期霸占一方，串通投标，非法采砂，组织容留卖淫嫖娼、吸毒、发放高利贷等。
自2007年11月，中共中央政治局委员、重庆市委书记薄熙来将“打黑除恶”作为首要任务，从外部调来力量打击黑帮团伙和腐败问题。经国务院研究决定：任命王立军为重庆市公安局局长（正厅级），公安部经济侦查局二处处长周京平任政治部主任（开始王立军任武警部队第一政委、周京平任重庆市公安局经济侦查处处长）。

## 审理情况
- 2009年10月12日起，重庆各个人民法院开始审理系列涉黑案件。
- 2009年10月12日9时30分，重庆市第一中级人民法院开庭审理杨天庆等9人“涉黑”案，杨天庆涉黑团伙涉案罪名多达10项：涉嫌犯组织、领导、参加黑社会性质组织罪、故意杀人罪、故意伤害罪、非法持有枪支弹药罪、强迫交易罪、非法拘禁罪、敲诈勒索罪、伪造居民身份证罪、抢劫罪、故意毁坏财物罪，杨天庆团伙涉嫌犯罪时间跨越8年。[7]
- 10月12日9时，重庆市第三中级人民法院开庭审理刘钟永等22人“涉黑”案，刘钟永“涉黑”团伙涉嫌：组织、领导黑社会性质组织罪、参加黑社会性质组织罪、故意杀人罪、故意伤害罪、聚众斗殴罪、寻衅滋事罪、妨害公务罪、重大劳动安全事故罪、非法采矿罪。[8]
- 10月14日，9时30分，谢才萍等22人“涉黑”团伙在重庆市第五中级人民法院接受审判。检方指控的罪名包括组织、领导黑社会性质组织罪、开设赌场罪、容留他人吸毒罪、非法拘禁罪和妨害作证罪[9]。
- 10月19日9时30分，张波、张涛双胞胎兄弟组织、领导黑社会性质组织罪，开设赌场罪，故意伤害罪，故意毁坏财物罪，非法拘禁罪一案在重庆市第二中级人民法院审理[10]
- 10月21日9时30分，劉鐘永、楊天慶被判死刑。
- 2010年2月2日上午9时30分，重庆市第五中级人民法院开庭公开审理文强涉黑案。9时31分，文强及其妻子周晓亚、重庆市公安局刑警总队原副总队长黄代强、重庆市公安局经侦总队原副总队长赵利明、重庆市公安局治安总队原副总队长陈涛等5人被押上法庭。文强被检方指控4项罪名：受贿罪、包庇纵容黑社会性质组织罪、巨额财产来源不明罪和强奸罪。[11]
- 4月14日下午4时45分，重庆市第五中级人民法院一审对文强判处死刑，剥夺政治权利终身，并处没收个人全部财产。[12]
- 7月7日，文强在重庆歌乐山某刑场被执行死刑（注射针剂）。下午17时，文强儿子文伽昊领取了他的骨灰。

## 争议
对打黑除恶最大的争议在于打黑后对犯罪嫌疑人审判的公正性问题，一些媒体如《南方周末》、《财经》、《三联生活周刊》都表达了这种忧虑。比如一名辩护律师周立太就称开庭前“律师看不到案卷，会见不到被告，所有的案子都是快起诉，快审理”。
犯罪嫌疑人的人身安全是否有保障也是一个有争议的问题。一个典型的例子是李庄案，作为一名“黑老大”龚刚模的辩护律师，他因“涉嫌诱导、唆使龚刚模编造证言、引诱证人作伪证”等被提起公诉，被判18个月有期徒刑。他宣称自己的当事人遭到警方的虐待，香港立法会议员何俊仁认为他是被当局迫害的。另一位律师朱明勇也证明龚本人遭到了酷刑逼供。最后他还公布了录像带详细描述他的当事人樊奇杭（2009年6月被逮捕）如何被折磨了半年。

## 后续及影响
打黑行动高潮后，2010年2月，重庆宣布将原本的交、巡警合一，组建新的交巡警体制，以更好地维持治安环境。3月，重庆市公安局进行机构改革，所有处室，各个分局，交巡警支队以及所辖区县各分局派出所，从副科到副局的所有领导干部全部“就地免职，重新竞聘上岗”，同时大规模扩充警力，以“整肃警察干部队伍”。外界称其为“大换血”，有认为是打黑暴露出警界弊陋后的必然动作。
截止2010年5月1日，打黑行动已抓获涉黑涉恶人员4781人，14个涉黑涉恶团伙受到致命打击。尽管争议不断，但打黑行动后公共环境大为改善，许多市民也表示，较打黑之前，安全感大大提升。官方宣称，“市民对打黑除恶的支持率高达96%。通过打黑除恶，主城区110报警量下降40%，八类主要案件发案大幅下降，人民群众安全感达94.3%”，“打黑除恶助推了经济发展，提升了重庆综合竞争力”。

## 相关人物
- 前中共中央政治局委员、重庆市委书记薄熙來
- 前重庆市公安局局长王立军
- 前重庆市公安局常务副局长、司法局局长文強